# 哈利法克斯
哈利法克斯是加拿大省首府以及最大的城市，同时也是加拿大大西洋省份中最大的城市。1996年4月1日，哈利法克斯正式由四个原有市镇：哈利法克斯市、达特茅斯市、贝德福德镇和哈利法克斯县合并为“哈利法克斯区域市政府”，简称HRM。
根据加拿大统计局的统计，截至2022年，哈利法克斯的人口统计为480,582人，是加拿大人口增速第二快的地区。哈利法克斯是加拿大东部大西洋地区的经济重心，也是政府机构和私营公司的集中地。主要雇主包括加拿大国防部，戴尔豪斯大学，哈利法克斯船厂，哈利法克斯港口等。农业、渔业、采矿、林业以及天然气提炼为哈利法克斯地区的主要资源类工业部门。

## 交通

### 航空
哈利法克斯斯坦菲尔德国际机场距离哈利法克斯市区约37公里，2022年机场旅客吞吐量达3,107,425人次，是加拿大第六大繁忙的机场，也是该国自新冠疫情之后第二快速复苏的一级机场。
目前哈利法克斯斯坦菲尔德国际机场向加拿大各大城市以及部分美国东部城市包括波士顿、纽约、费城、华盛顿和两个欧洲城市伦敦、法兰克福提供直飞服务。

### 铁路
哈利法克斯港务局的各个航运码头构成了横贯加拿大国家铁路网络的东端终点。同时，在哈利法克斯火车站，由维亚铁路运营的城际铁路客运海洋号列车提供每周三天前往蒙特利尔的过夜客运服务。途中经停11站，总里程耗时约20个小时。

### 水运
哈利法克斯港是许多航运公司使用的主要港口，由哈利法克斯港务局管理。哈利法克斯港已经与北美及全球150多个国家建立了联系，支持各种类型货物的交付。每年港口处理超过1,500艘船只，是加拿大四大货柜港口之一。
除了作为全球最大货物天然港口之一，哈利法克斯港也已经成为了世界各地游轮的越来越受欢迎的停靠港口。 在2019年，哈利法克斯港口有179次游轮停靠，搭载了超过32.3万名乘客。
客运方面，港口还设有公共渡轮服务，将哈利法克斯市中心与达特茅斯的两个地点连接起来。每周七天及节假日均向公众提供服务。2024年3月4日，新斯科舍省政府与加拿大政府以及哈利法克斯区域市政府宣布将共同投资建设米尔湾渡轮服务，其中包括五艘电动渡轮，两个新码头和一个渡轮维护设施。此项目由三级政府出资共同建设，总投资将超过两亿五千八百万加币，预计2027-28年完成建设。

## 教育
该市有6所重要大学 : 戴尔豪斯大学、圣玛丽大学、圣文森特山大学、国王学院大学、诺瓦艺术与设计大学和大西洋神学院。 其中，戴尔豪斯大学是加拿大一流的研究型大学，主要提供理工科课程，圣玛丽大学以商科作为主要的课程内容，圣文森特大学以其营养学专业出名。
除大学外，该市新斯科舍社区学院也向公众提供超过140个课程和技术文凭，内容涵盖包括教育，商业，卫生，贸易，交通，设计等诸多技术类教育。时常周期为18个月到3年不等。

## 地理
整个哈利法克斯的地域面积有5,577平方千米，大约为整个新斯科舍省面积的10%。
本地区的海岸呈锯齿不规整状，海岸线长达400公里。海岸线大部分是石质的滩涂或者位于内线海湾的沙滩。该市最大的海湾包括了St. Margarets Bay、Halifax Harbour/Bedford Basin、Cole Harbour, Musquodoboit Harbour、Jeddore Harbour、Ship Harbour、Sheet Harbour与Ecum Secum湾。本市的地貌形态横跨Musquodoboit Valley地区的农业用地至多石有浓密森林覆盖的高大海岸。

## 友好城市
函馆市（日本）1982年11月25日，时任哈利法克斯市市长罗恩·华莱士和函館市市长矢野康签署了一项友好城市协议。与哈利法克斯一样，函馆市也拥有繁忙的港口、历史悠久的星形要塞和北部的气候。
 诺福克（美国）2006年4月27日，时任哈利法克斯市长彼得·凯利与时任诺福克市长保罗·弗莱姆正式缔结为姐妹城市。
 珠海（中国）2018年6月现任哈利法克斯市长迈克·萨维奇在访问中国期间与时任珠海市长姚奕生签署了友好合作协议。
 朴茨茅斯（英国）2023年1月19日，现任哈利法克斯市长迈克·萨维奇和朴茨茅斯市市长休·梅森正式签署的友好城市协议，以扩展两座城市在商业机会开发方面的合作。

## 著名人物
- 彼得·諾斯（1957年 - ），原名奧爾登·布朗，加拿大色情演員，出生于哈利法克斯，於1984年至2014年拍攝多部成人電影，並多次獲得F.O.X.E 最受歡迎男星獎項[25]。
- 王傑（1962年 - ），活躍於台灣及香港的藝人，出生於台灣新北，現於哈利法克斯定居[26]。
- 艾略特·佩吉 (1987年 - ) 原名艾伦·佩吉，加拿大演员，出生于哈利法克斯。曾出演《水果硬糖》、《朱诺》和《盗梦空间》等电影。[27]
- 悉尼·克罗斯比 (1987年 - ) 加拿大传奇冰球手，出生于哈利法克斯。现效力于NHL匹兹堡企鹅队，带领队伍三次获得史丹利盃。[28]
- 林德尔·威金顿 (1998年 - )加拿大篮球手，出生于哈利法克斯，曾效力于NBA密尔沃基雄鹿队。现效力于CBA新疆广汇飞虎篮球俱乐部。[29]
- 埃莉·布莱克（1995年 - ）加拿大女子竞技体操运动员，出生于哈利法克斯。曾三次代表加拿大出战奥运会。[30]
- 唐嘉壕（1988年 - ）加拿大男演员，出生于台湾台北，6岁全家移民哈利法克斯。曾出演Netflix剧集《朱庇特的遗产》[31]

## 图库

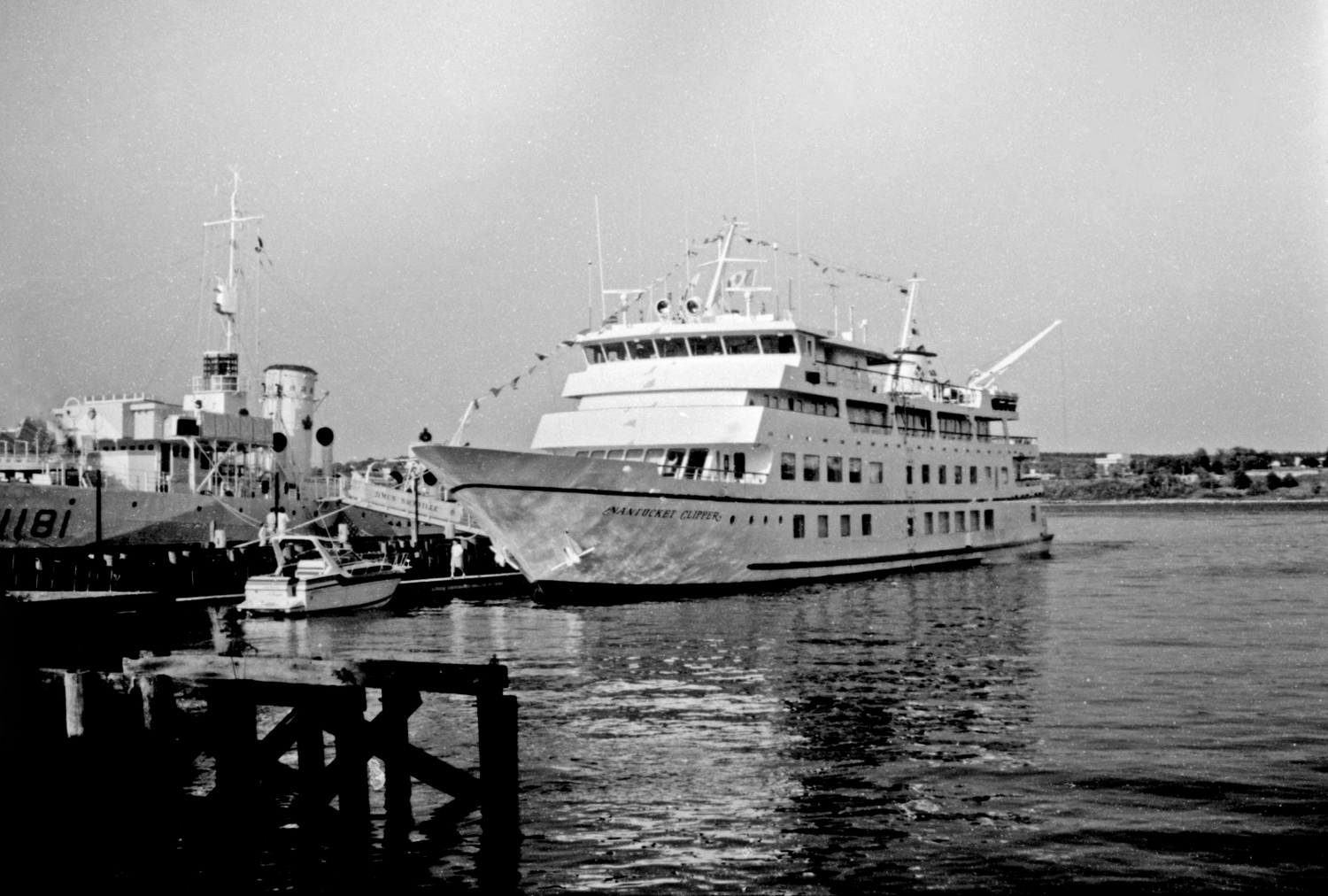
哈里法斯港
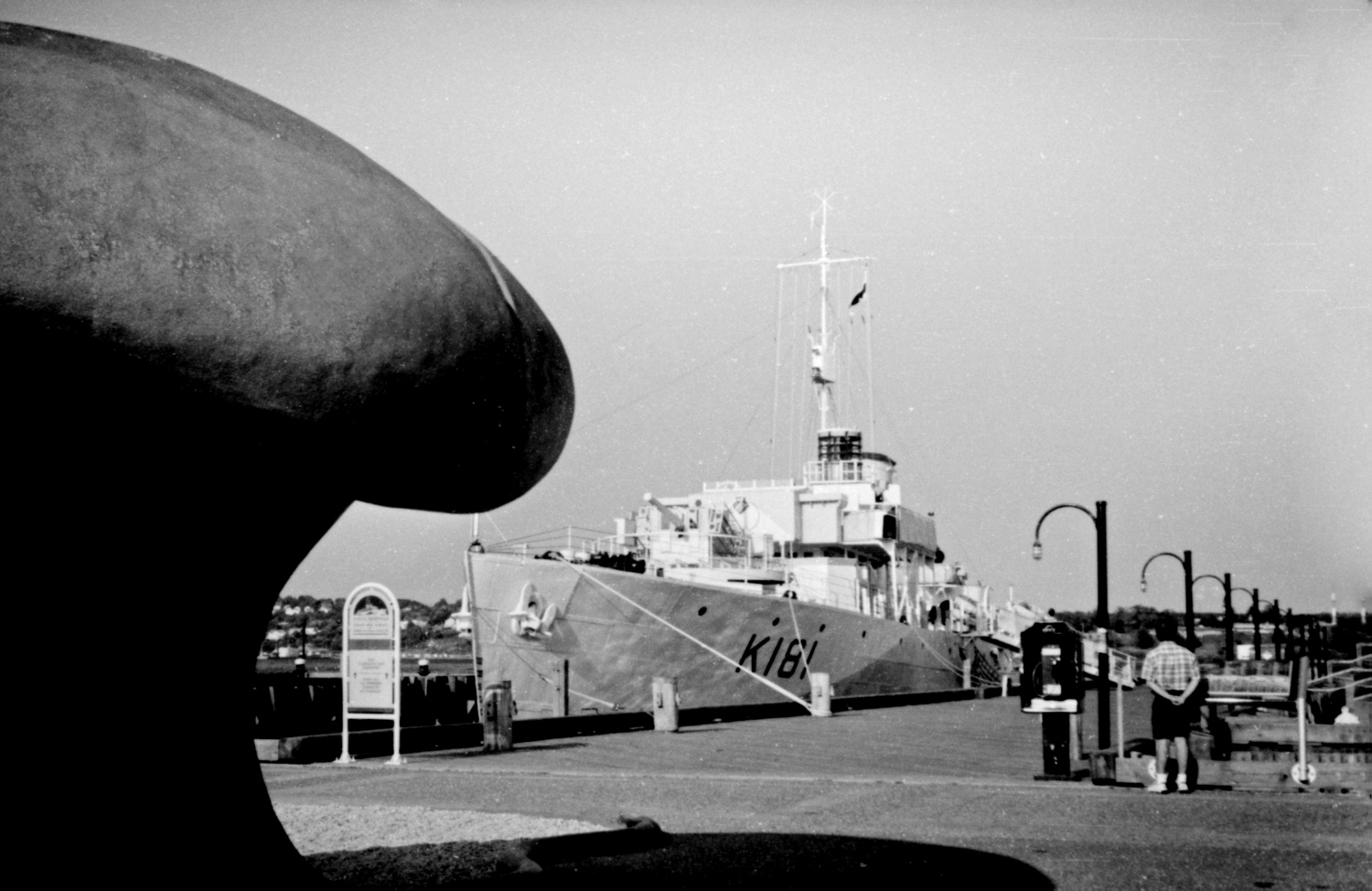
哈里法斯港
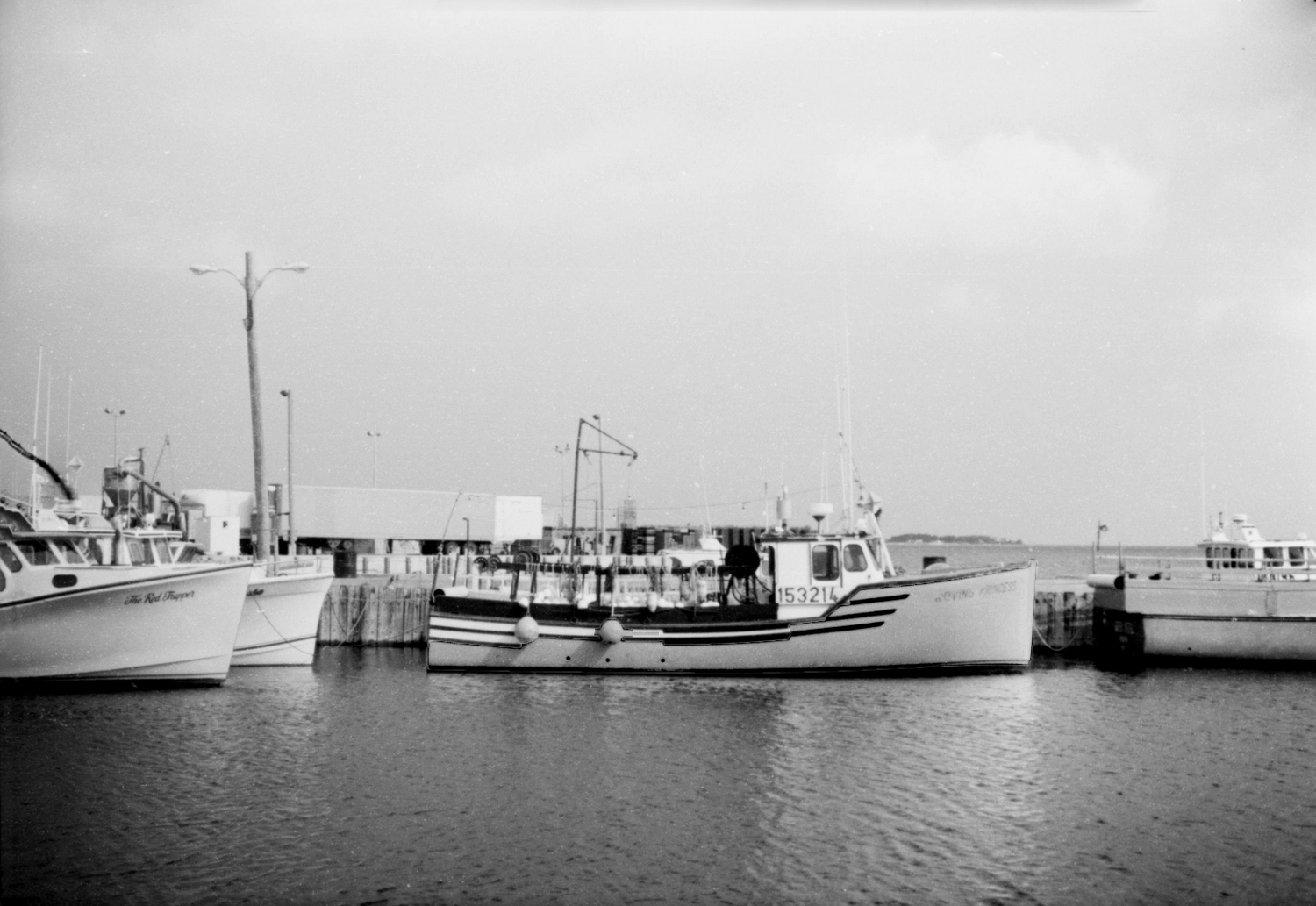
哈里法斯港
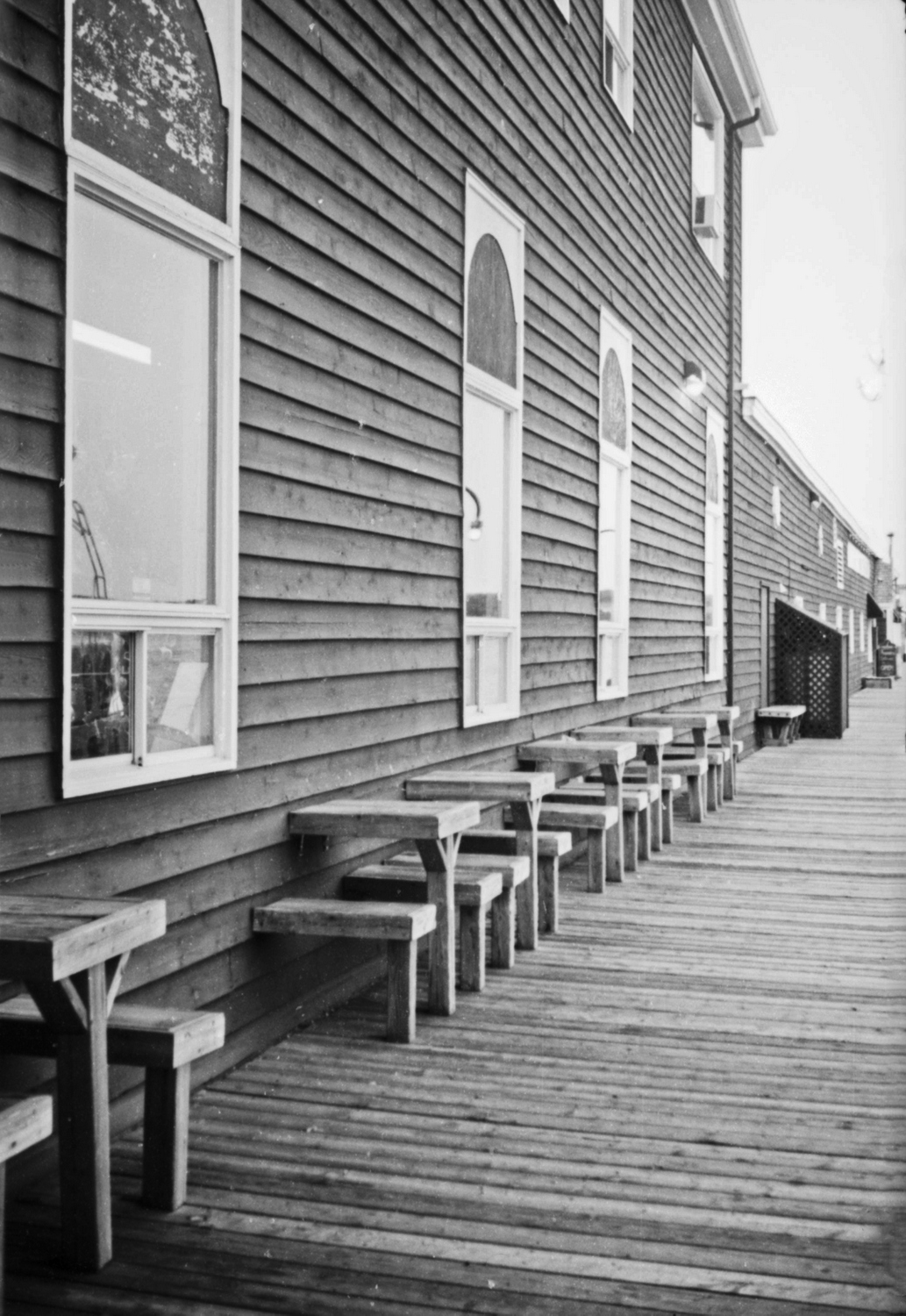
哈里法斯港
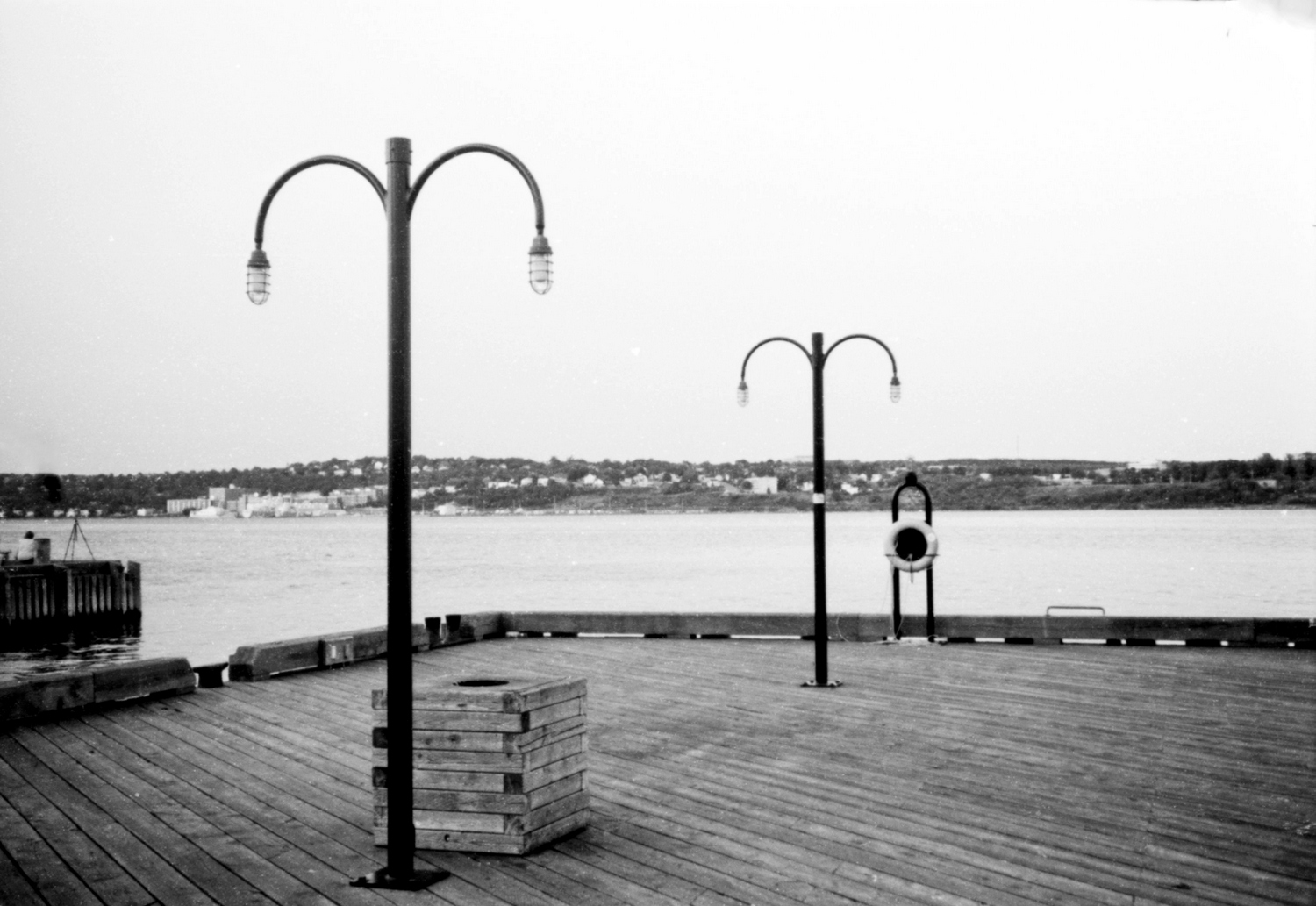
哈里法斯港
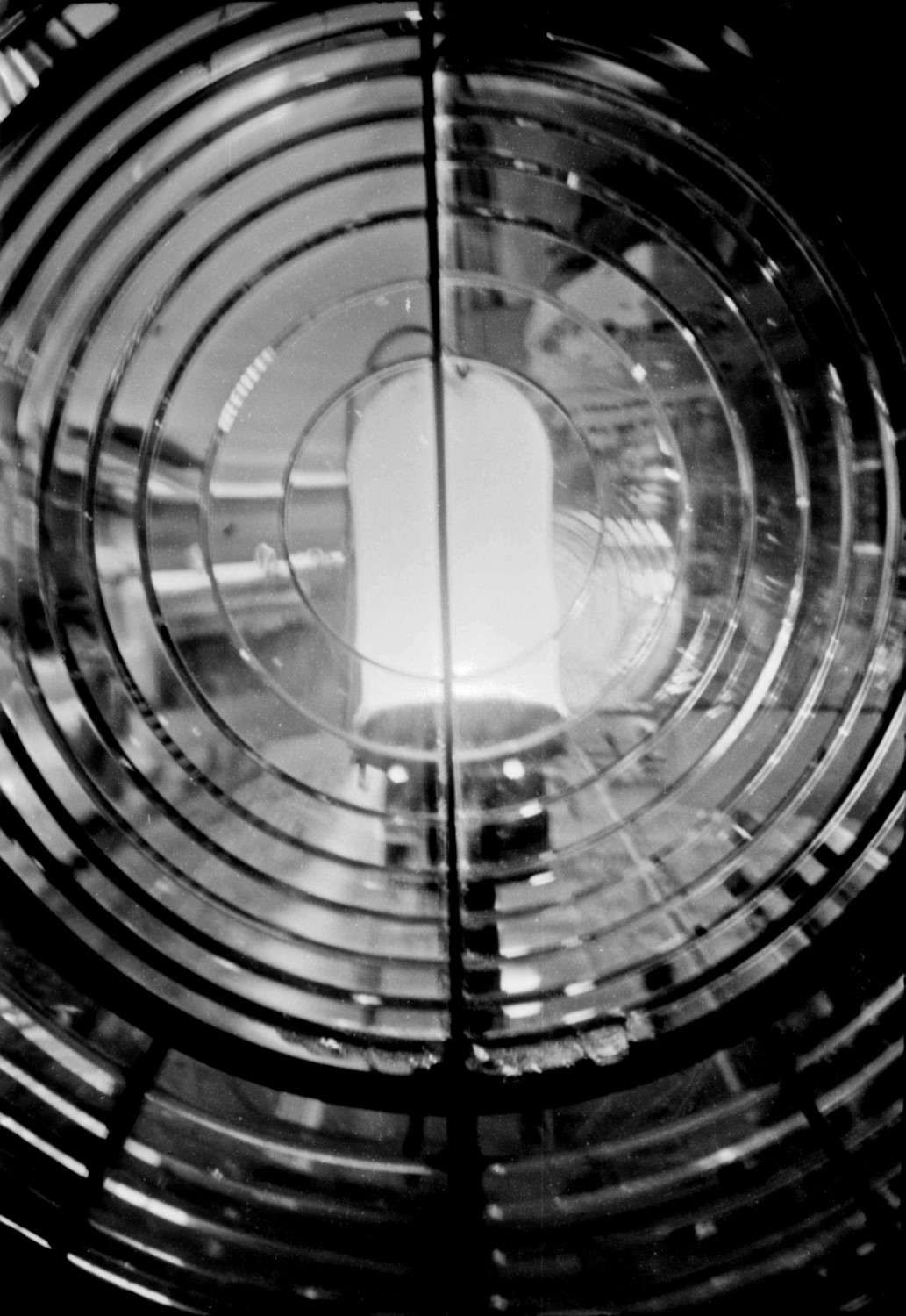
哈里法斯港
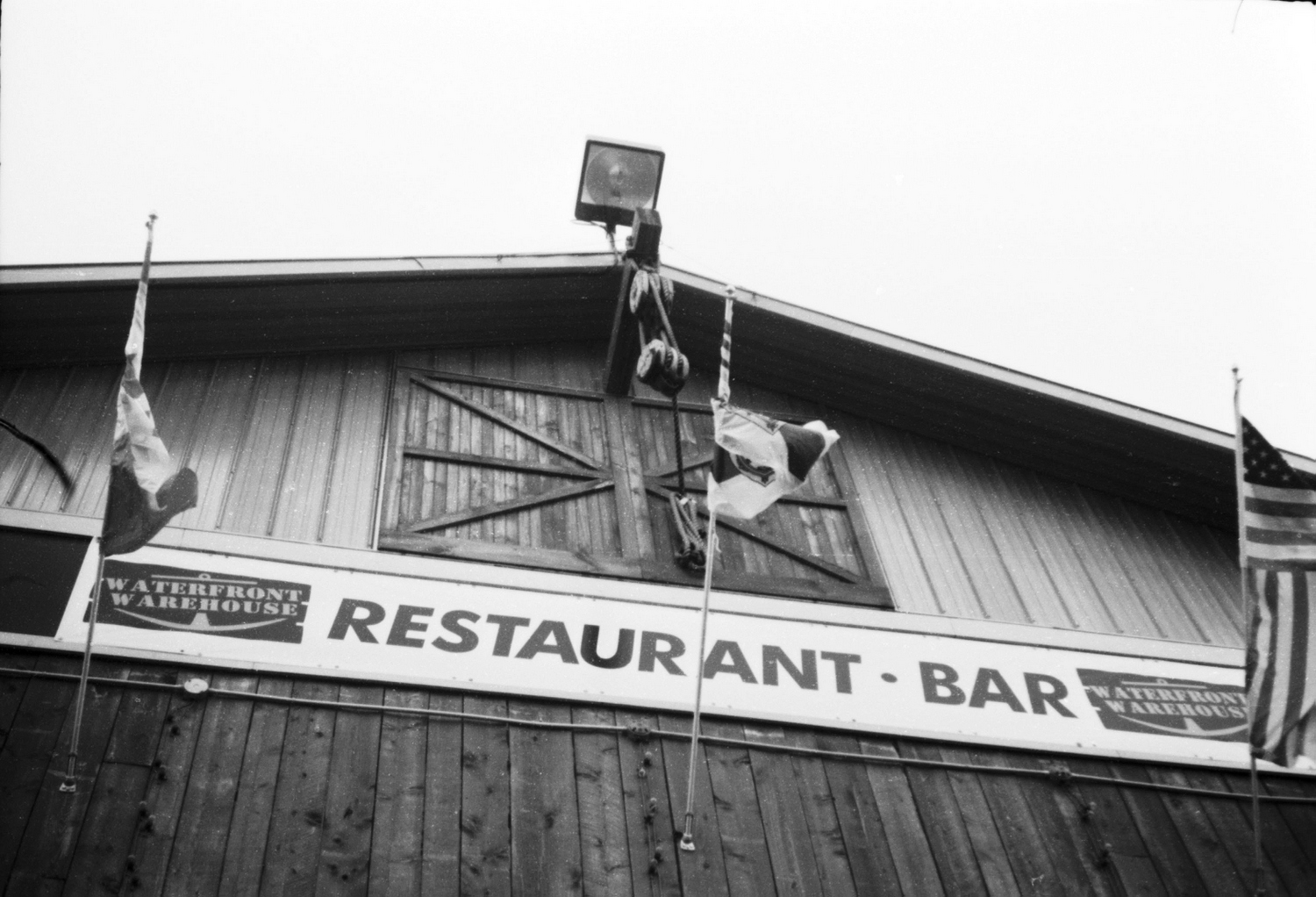
哈里法斯港
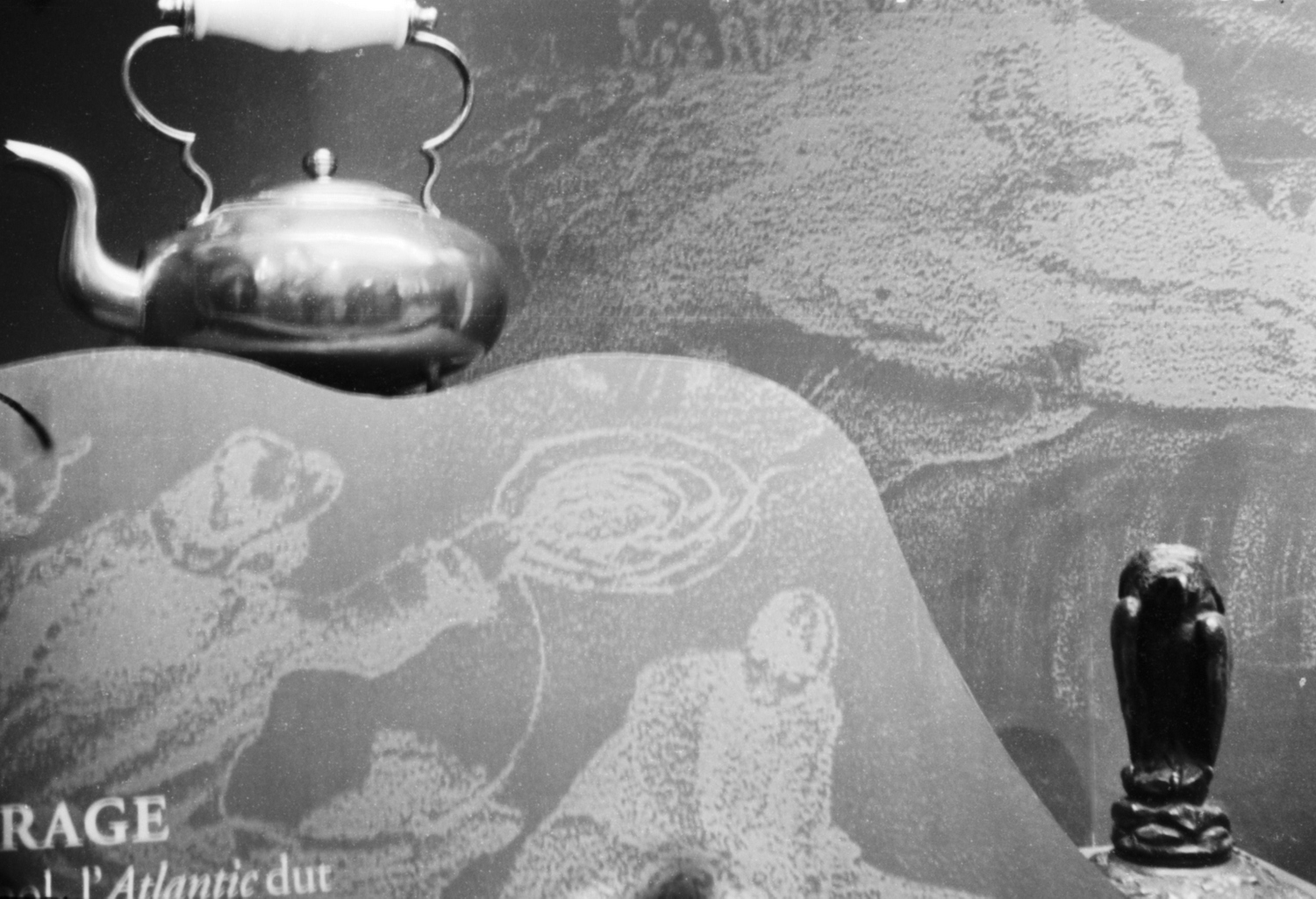
哈里法斯达旦尼号沉船博物馆展品
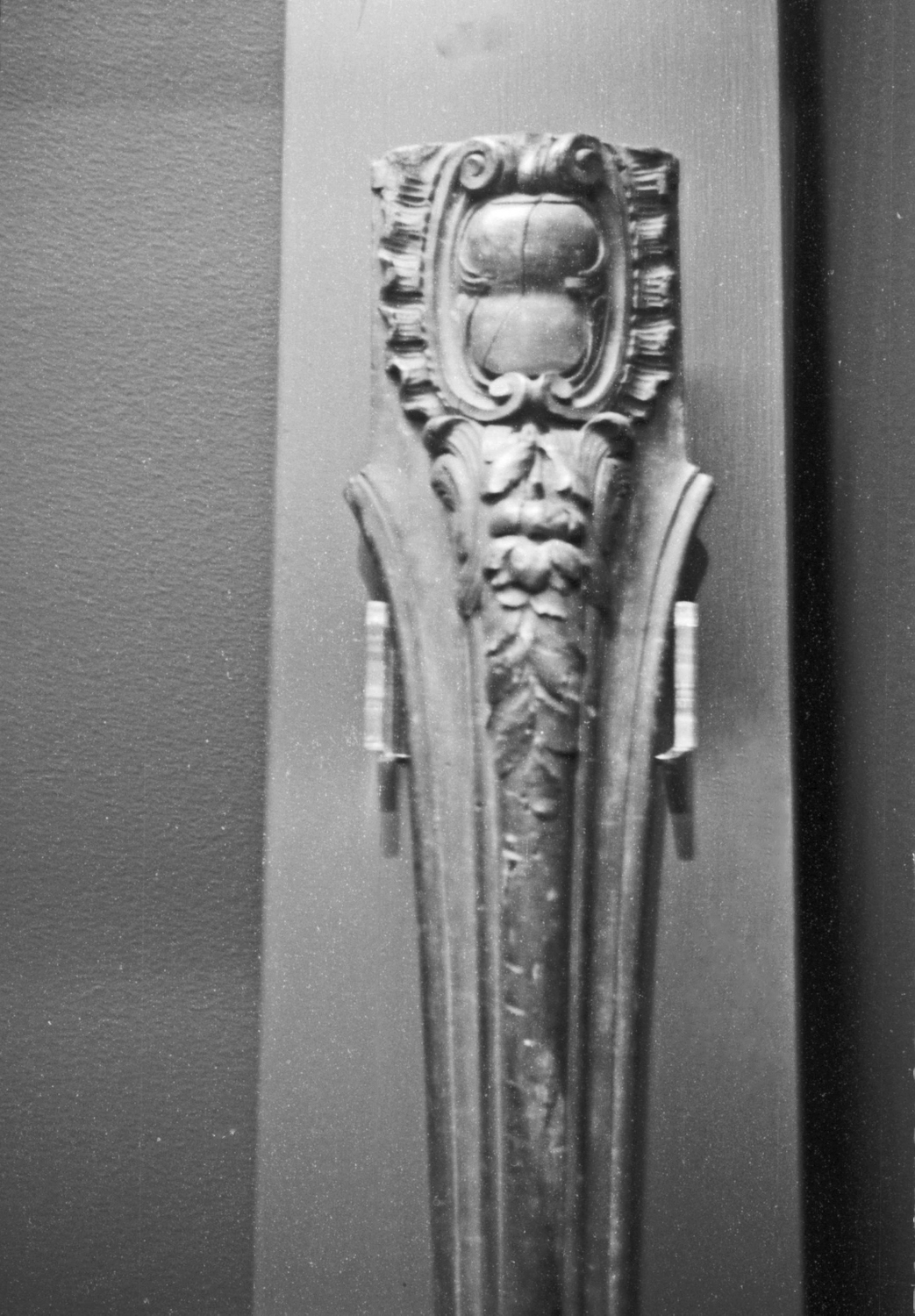
哈里法斯达旦尼号沉船博物馆展品

## 外部連結
- 哈利法克斯市官方網頁（英語）（页面存档备份，存于）